# Arsenal (Mauritius)
Koordinaten: 20° 6′ S, 57° 32′ O
Arsenal ist eine Ortschaft („Village“) im Norden von Mauritius. Sie ist Teil des Distrikts Pamplemousses und gehört administrativ zur Village Council Area (VCA) Arsenal. Bei der Volkszählung 2011 hatte der Ort 2937 Einwohner. Der Ort liegt am Tombeau River. Er umfasst die Ortsteile Balaclava, Ville Valio, Rivière Citron, St. Joseph und Petit Gamin.
Der Name Arsenal ist auf eine 1774 gegründete Eisengießerei Mon Désir zurückzuführen. In der Spitze 760 Arbeiter erstellten unter anderem Teile für Kanonen und andere militärischen Güter. Vorher befand sich eine Pulvermühle am Ort. Eine Explosion 1774 zerstörte diese Fabrik und führte zum Tod von 300 Sklaven.
Auf dem Gelände der ehemaligen Plantage Riche Terre an der Autobahn M2 wurde 2006 ein großer Supermarkt eröffnet.
Touristisch ist vor allem der Küstenabschnitt der Gemeinde bedeutsam. Am Strand der Baie aux Tortues liegt unter anderem ein Hotel der Maritim Hotelgesellschaft und das Westin Turtle Bay Resort. Ein Teil der Küste ist als Baie de l’Arsenal Marine National Park als Naturschutzgebiet ausgewiesen.